# Gnophos liliputaria
Gnophos liliputaria là một loài bướm đêm trong họ Geometridae.